# Frank Nitti
Frank „the Enforcer” Nitti (ur. 27 stycznia 1884 w Angri, zm. 19 marca 1943 w North Riverside) – amerykański gangster pochodzenia włoskiego. Jeden z czołowych członków mafii chicagowskiej za rządów Ala Capone i Johnny’ego Torrio.
Urodził się w niewielkim miasteczku Angri (prowincja Salerno w regionie Kampanii we Włoszech) jako drugie dziecko Luigi i Rosiny Fezza.
Do Stanów Zjednoczonych przybył wraz z rodziną w czerwcu 1893 roku, zamieszkał przy 113 Navy Street na Brooklynie w Nowym Jorku.
Około 1913 przeniósł się do Chicago. W okresie prohibicji nawiązał kontakty z gangiem Johnny’ego Torrio i Ala Capone (wiernie wykonywał ich rozkazy, potrafił skutecznie kraść alkohol konkurencyjnym gangom i z zyskiem go sprzedawać).
Po aresztowaniu i skazaniu Ala Capone na karę więzienia w 1931 roku wielu ówczesnych znawców świata przestępczego (głównie dziennikarzy prasy brukowej) widziało w nim jego następcę. Faktyczną rolę przywódczą w gangu objął tzw. Triumwirat w składzie Tony Accardo, Paul Ricca i Jake „Greasy Thumb” Guzik.
W 1932 roku stał się celem nieudanego zamachu zorganizowanego przez nowo wybranego burmistrza Chicago, pochodzącego z Czech (wówczas Austro-Węgry) Antona Cermaka (sam padł ofiarą zamachu 6 marca 1933 roku).
Wraz z nasileniem podjętych przez agencje federalne działań, które były wymierzone w głównych przywódców mafii chicagowskiej, Paul Ricca postanowił posłużyć się Nittim (miał on przyznać się do winy i wziąć całą odpowiedzialność za kierowanie gangiem).
Frank Nitti nie mógł znieść myśli o ponownym pobycie w więzieniu (odbył wcześniej karę 18 miesięcy za oszustwa podatkowe). Załamany psychicznie zastrzelił się 19 marca 1943 roku podczas spaceru wzdłuż torów kolejowych w North Riverside w stanie Illinois. Pochowany na cmentarzu Mount Carmel w Hillside.